# Protagonistas
Protagonistas va ser un programa de ràdio espanyol, dirigit i presentat per Luis del Olmo. És el programa més veterà de la ràdio generalista a Espanya, emès durant 44 anys.

## Història deProtagonistas
El programa, titulat inicialment Protagonistas, nosotros, va ser una idea original de Pere Nin Vilella i Jorge Arandes, i es va emetre per primera vegada en Radio Nacional de España l'1 de juliol de 1969 sota la presentació de José Ferrer. El 1973, Luis del Olmo es posava al capdavant de l'espai i amb ell es va convertir en un referent de la programació radiofònica matinal a Espanya. Durant uns anys, i en l'etapa de RNE, Protagonistas es va anomenar De Costa a Costa.
El 1983 Protagonistas (amb el títol de Protagonistas, vosotros) va passar a emetre's des de Radio Miramar per a la cadena de Radios Populares que s'estava formant sota les sigles COPE. El 1987 s'emet ja des de Radio Popular Barcelona per a tota la cadena. És en aquesta etapa de la Cope on es va introduir la tertúlia Estado de la Nación, que va comptar amb les veus, entre d'altres, d'Antonio Mingote, Alfonso Ussía, Chumy Chúmez i Luis Sánchez Polack.
El 1991, amb la marxa de Luis del Olmo de la COPE, Protagonistas va passar a emetre's a Onda Cero fins a 2004. El 2004, Luis del Olmo lidera el naixement de Punto Radio (reanomenada l'octubre de 2011 ABC Punto Radio), una nova emissora nacional d'accionariat majoritari de Vocento, en la qual sota diferents formats (ha compartit micròfon amb periodistes com Júlia Otero i María Teresa Campos) i horaris (va començar emetent-se a les 6:00 passant el seu inici a les 10:30) va emetre fins a 2013 Protagonistas.
El 22 de juny de 2007, després d'una gira per tot Espanya, es va celebrar a Saragossa el programa número 10.000 que va tenir una durada de 8 hores i pel qual van passar personalitats rellevants de la societat espanyola i del programa Protagonistas.
Des de l'1 de setembre 2012, el format es va reduir a mitja hora d'entrevistes emeses en directe els divendres en ABC Punto Radio de 12:00 a 12:30, en format d'entrevista personal amb un destacat protagonista de l'actualitat. Han passat, entre altres: Mariano Rajoy, Pérez Rubalcaba, Joan Rosell, Artur Mas, Duran i Lleida, Xavier Trias o Sandro Rosell. Amb la desaparició d'ABC Punto Radio, el format i el seu presentador van retornar a Radio Nacional d'España des del 24 de maig de 2013, amb una entrevista a José Luis Rodríguez Zapatero.
El 13 de desembre de 2013, després de realitzar una entrevista a Vicente del Bosque, Luis del Olmo va dir adéu als micròfons després de 44 anys d'història.

## Cronologia deProtagonistas
| Període            | Emissora        | Horari      | Dies |
| ------------------ | --------------- | ----------- | ---- |
| 1973–1983          | RNE             | 9:00-12:00  | L-V  |
| 1983–1991          | COPE            | 9:00-12:00  | L-V  |
| 1991–2004          | Onda Cero       | 6:00-12:00  | L-V  |
| 2004–2008          | Punto Radio     | 6:00-12:00  | L-V  |
| 2008–2009          | Punto Radio     | 8:00-12:00  | L-V  |
| 2009–2011          | Punto Radio     | 10:00-12:00 | L-V  |
| 2011–2012          | ABC Punto Radio | 10:30-12:30 | L-V  |
| 2012–2013          | ABC Punto Radio | 12:00-12:30 | V    |
| Maig-desembre 2013 | RNE             | 11:30-12:00 | V    |